# Łysomice (gmina)
Łysomice est une gmina rurale du powiat de Toruń, Couïavie-Poméranie, dans le centre-nord de la Pologne. Son siège est le village de Łysomice, qui se situe environ 6 km au nord de Toruń.
La gmina couvre une superficie de 127,34 km2 pour une population de 8 396 habitants.

## Géographie
La gmina est bordée par la ville de Toruń et les gminy de Chełmża, Kowalewo Pomorskie, Łubianka, Lubicz et Zławieś Wielka.